# Кримськотатарський культурний центр у Львові
Кримськотатарський культурний центр у Львові (крим. Qırımtatar Medeniy Merkezi (Lviv Şübesi)) — культурний центр та мечеть у Львові. Розташований у центральній частині міста, на вулиці Саксаганського, 20, кв. 5. Місія центру — популяризація кримськотатарської культури.

## Історія
Сучасна історія кримських татар у Львові розпочалася у 2014 році, коли через окупацію Криму частина з них переселилась на материкову Україну, зокрема і до Львова.
У 2017 році постало питання про створення культурного центру кримських татар Львова, де вони могли б збиратися, спілкуватися, вивчати мову та культуру, реалізовувати культурні, матеріальні та духовні потреби, організовувати свята, одруження та похоронні обряди згідно з традиціями. Було прийнято рішення орендувати приміщення на вулиці Саксаганського, 20 і 16 травня 2017 року відбулось офіційне відкриття Кримськотатарського культурного центру, яке супроводжувалось спільним молебнем (дуа) згідно з мусульманськими традиціями і частуванням традиційними стравами кримських татар.
Керівництво центру
- Абкелямов Ернест Зіяєвич (2017 — 31 Грудня 2021)
- Кучук Енвєр Мустафайович (31 Грудня 2021 — 24 Лютого 2022)
- Тохлу Іслям Усеінович (21 лютого 2023 — 07 Квітня 2025)
- Бекіров Амет (07 Квітня 2025 — зараз)

## Мечеть
У центрі є діюча мечеть, де збираються для молитви представники мусульманської громади Львова. Вона складається з двох частин: чоловічої та жіночої. Щоп'ятниці тут відбувається колективна молитва джума, проводяться обряди нікях (шлюб) та похорон, уроки читання Корану, колективні молитви теравіх в місяць Рамадан та колективні вечері розговіння іфтари. Безкоштовно можна скористатись літературою про іслам.

## Діяльність центру
У центрі діють дитячі гуртки з вивчення кримськотатарської мови, відбуваються лекції та семінари про кримськотатарську культуру і традиції, майстер-класи для учнівського парламенту Львова і студентів. В рамках діяльності центру проходять спікінг-клаби кримськотатарської мови, а також щомісячні зібрання кримськотатарської громади “Körüşüv”. Також функціонує музей-майстерня, де місцеві майстри виготовляють традиційний кримськотатарський одяг (у центрі для цього є спеціальна вишивальна машина) і розвивають національний орнамент кримських татар «Орьнек», який охороняється ЮНЕСКО з 2021 року.
18 травня 2024 року, в День пам'яті жертв геноциду кримськотатарського народу, центр організував пам'ятний захід, присвячений 80-й річниці депортації кримських татар із Криму. Зокрема, було представлено виставку плакатів, присвячених депортації 1944 року.
26 червня 2024 року представники центру — Іслям Тохлу та Амет Бекіров (культурний менеджер центру) — взяли участь у піднятті кримськотатарського прапора у Львові.
2024 році представники центру Іслям Тохлу та Амет Бекіров доєдналися до подкасту «Ай ту жянес», де разом з журналісткою Євою Райською обговорювали низку важливих тем, пов’язаних з Кримом та кримськими татарами.
20 лютого 2025 року, в рамках співпраці Кримськотатарського культурного центру з Львівським органним залом, вперше прозвучав мусульманський азан під час симфонічно-хорового концерту «Озброєна людина» британського композитора Карла Дженкінса.
26 лютого 2025 року, з ініціативи Кримськотатарського культурного центру у Львові, український музикант Влад Дарвін записав та презентував кримськотатарську версію своєї пісні “Аманда, Лінда і Роуз” до Дня спротиву окупації Криму, висловлюючи солідарність із кримськотатарським народом.
26 лютого 2025 року, з ініціативи Кримськотатарського культурного центру у Львові, до Дня спротиву окупації Криму на площі Ринок відбулася урочиста церемонія підняття кримськотатарського прапора.

## Галерея

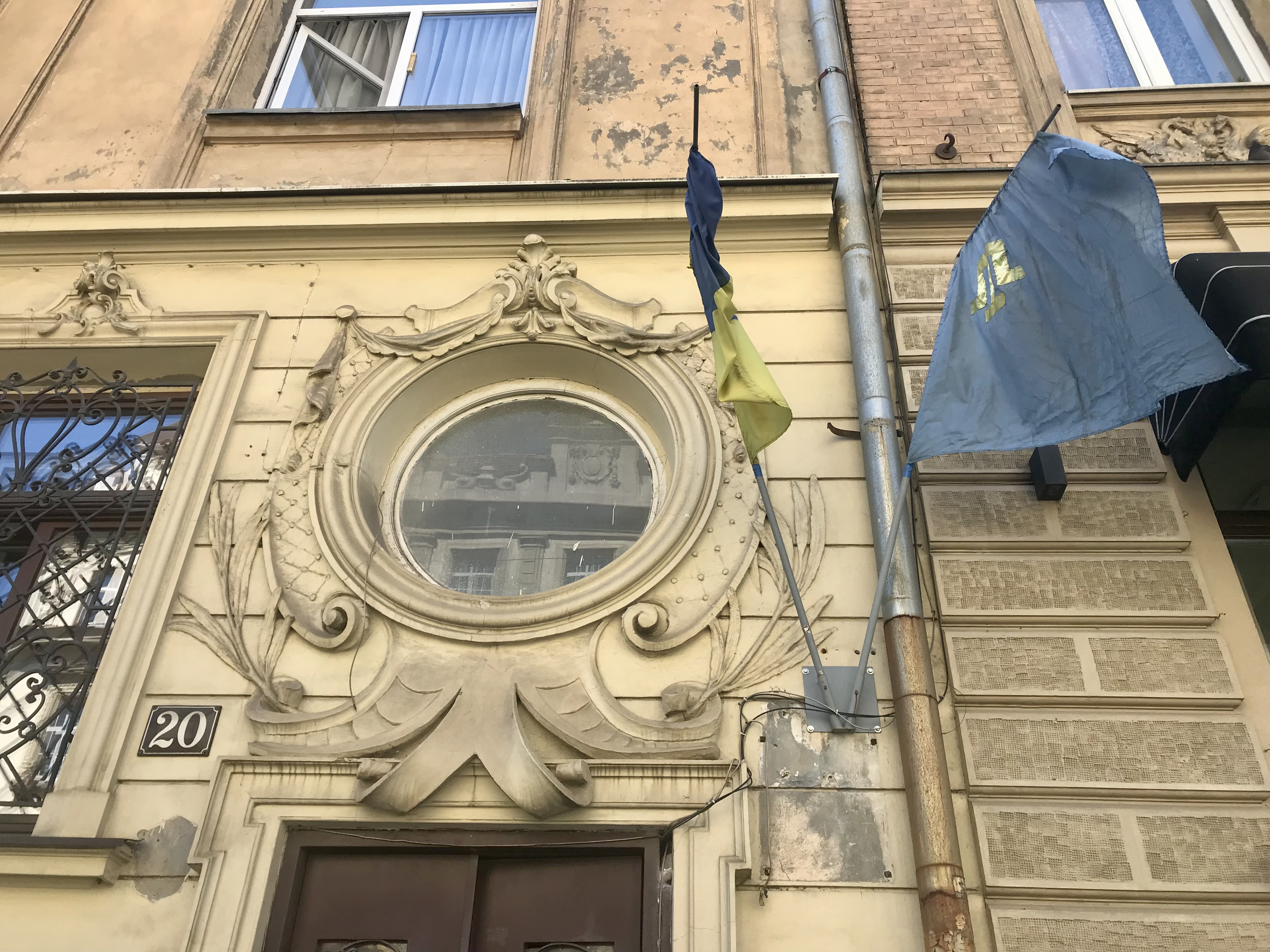
Вхід
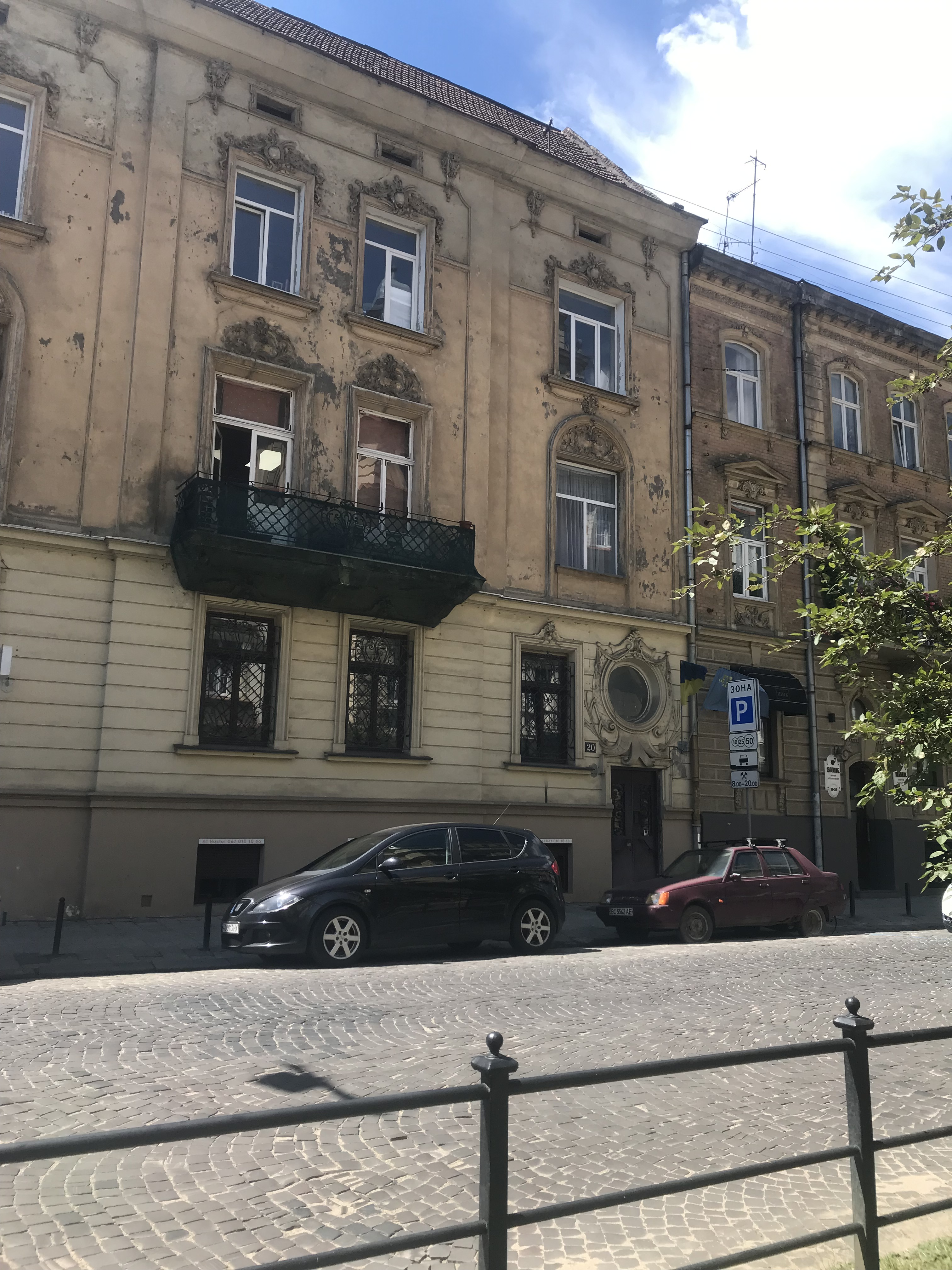
вулиця Саксаганського, 20